# Красный дукер
Красный ду́кер (лат. Cephalophorus natalensis) — небольшое африканское млекопитающее семейства полорогих.
Ранее рассматривался в составе рода лесных дукеров (Cephalophus). В 2022 году вместе с бо́льшей частью видов, традиционно относимых к лесным дукерам, перенесён в род Cephalophorus.

## Описание
Красный дукер весит от 12 до 14 кг и достигает длины от 75 до 87 см. Высота в холке составляет 43 см, длина хвоста — от 9 до 14 см. Окрас верхней части тела красно-коричневого цвета, на спине голубовато-серого цвета. У животных прямые, направленные назад рога длиной 7 см у самцов и 3,5 см у самок.

## Распространение
Ареал красного дукера населяет территорию юго-востока Африки, начиная с юга Танзании, Малави, Мозамбика, Свазиленда, до востока Южной Африки (Мпумаланга и Квазулу-Натал).
Красный дукер обитает в вечнозелёных лесах и по берегам лесных рек.

## Образ жизни
Красные дукеры живут поодиночке, парами или самка с детёнышем, реже небольшими группами от 3-х до 5 особей. Границы округа помечают животные обоих полов. Они трутся о листья, ветки и стволы деревьев, оставляя на них пахучие вещества из своих желёз, расположенных под глазами. Знакомые животные приветствуют друг друга, потирая свои мордочки. У животных имеются общие места для испражнений. Они питаются утром и в полуденное время. Их рацион составляют листья, фрукты и цветки, реже трава. Часто животные сопровождают группы приматов, подбирая оброненные ими плоды и остатки пищи. Ночью красные дукеры скрываются в лесной чаще.

## Размножение
Размножение происходит круглый год. Через 210 дней беременности на свет появляется один детёныш. Он весит примерно 1 кг. Следующий помёт появляется у самки примерно через 235 дней.